# Morbid Visions
Morbid Visions is het eerste album van de Braziliaanse metalband Sepultura. Het album is uitgebracht in 1986 en heeft een heel ruw geluid. Waar de drie opvolgende albums grotendeels bekendstaan om hun invloed op thrashmetal is dit album meer richting deathmetal en black metal georiënteerd. Een geluid dat gaandeweg meer en meer zou verdwijnen.

## Nummers
| Nr. | Titel                | Duur |
| --- | -------------------- | ---- |
| 1.  | Morbid Visions       | 3:23 |
| 2.  | Mayhem               | 3:15 |
| 3.  | Troops of Doom       | 3:21 |
| 4.  | War                  | 5:32 |
| 5.  | Crucifixion          | 5:02 |
| 6.  | Show me the Wrath    | 3:52 |
| 7.  | Funeral Rites        | 4:23 |
| 8.  | Empire of the Damned | 4:24 |

| Nr. | Titel                                | Duur |
| --- | ------------------------------------ | ---- |
| 9.  | The Curse                            | 0:39 |
| 10. | Bestial Devastation                  | 3:08 |
| 11. | Antichrist (tekst: Wagner Lamounier) | 3:47 |
| 12. | Necromancer                          | 3:53 |
| 13. | Warriors of Death                    | 4:10 |

| Nr. | Titel                    | Duur |
| --- | ------------------------ | ---- |
| 14. | Necromancer (demoversie) | 4:00 |
| 15. | Anticop (live in 1996)   | 3:02 |

## Bezetting van de band tijdens opname
- Max Cavalera
- Igor Cavalera
- Jairo T.
- Paulo Jr.